# Awaken the Guardian
Awaken the Guardian è il terzo album in studio del gruppo musicale progressive metal statunitense Fates Warning, pubblicato il 10 novembre 1986.

## Altre edizioni
Il disco è stato ripubblicato nel 1992 come doppio album assieme a No Exit. Nel 2005 è stato ristampato in edizione deluxe rimasterizzata contenente un cd bonus con demo e brani dal vivo ed un DVD con un video concerto del gruppo registrato il 28 dicembre 1986 al Sundance Festival di Long Island.

## Copertina
La copertina dell'album è stata realizzata dall'illustratore Ioannis Moisidis, che in seguito disegnerà diverse copertine per la band, ed è noto prevalentemente per la sua lunga collaborazione con gruppi musicali quali Allman Broters, Styx e Pain of Salvation.

## Tracce
1. The Sorceress – 5:43 (Matheos, Arch)
2. Valley of the Dolls – 5:22 (Matheos, Arch)
3. Fata Morgana – 5:25 (Matheos, Arch)
4. Guardian – 7:34 (Matheos, Arch)
5. Prelude to Ruin – 7:23 (Matheos, Arch)
6. Giant's Lore (Heart of Winter) – 6:00 (Arch, Aresti)
7. Time Long Past (instrumental) – 1:51 (musica: Matheos)
8. Exodus – 8:37 (Matheos, Arch)

### Tracce bonus dell'edizione deluxe del 2005

#### Disco 2
1. The Sorceress (demo) – 5:27 (Matheos, Arch)
2. Valley of the Dolls (demo) – 5:33 (Matheos, Arch)
3. Prelude to Ruin (demo) – 7:06 (Matheos, Arch)
4. Fata Morgana (live) – 5:08 (Matheos, Arch)
5. Damnation (live) – 5:44 (Matheos, Arch)
6. The Apparition (live) – 5:57 (Matheos, Arch)
7. The Sorceress (live) – 4:51 (Matheos, Arch)
8. Guardian (live) – 6:40 (Matheos, Arch)
9. Die Young (live, Black Sabbath cover) – 4:04 (testo: Dio – musica: Butler, Dio, Iommi, Ward)

#### Disco 3 (DVD)
1. Fates Warning Live  - Sundance, Long Island, NY 12/28/86 (Die Young è una cover dei Black Sabbath)

## Formazione
- John Arch - voce
- Jim Matheos - chitarra
- Frank Aresti[4] - chitarra
- Joe DiBiase - basso
- Steve Zimmerman - batteria

### Ospite
- Jim Archambault - tastiere[5]

## Classifiche
| Anno | Classifica                  | Posizione |
| ---- | --------------------------- | --------- |
| 2016 | Stati Uniti (Billboard 200) | 22        |